# Аккудицький сільський округ (Мартуцький район)
Аккуди́цький сільський округ (каз. Аққұдық ауылдық округі, рос. Аккудыкский сельский округ) — адміністративна одиниця у складі Мартуцького району Актюбінської області Казахстану. Адміністративний центр — село Вознесеновка.
Населення — 993 особи (2021; 1509 у 2009, 2077 у 1999, 2674 у 1989).

## Історія
Станом на 1989 рік існували Первомайська сільська рада (села Вознесеновка, Первомайка, Рибаковка, Степ) та Рибаківська сільська рада (село Віренка). 1997 року до складу Первомайського сільського округу була приєднана територія ліквідованого Кумшохатського сільського округу (село Віренка).

## Склад
До складу округу входять такі населені пункти:
| Населений пункт    | Колишні назви | Населення, осіб (1989) | Населення, осіб (1999) | Населення, осіб (2009) | Населення, осіб (2021) |
| ------------------ | ------------- | ---------------------- | ---------------------- | ---------------------- | ---------------------- |
| Вознесеновка, село | -             | 1121                   | 774                    | 594                    | 468                    |
| Достик, село       | Віренка       | 549                    | 589                    | 479                    | 317                    |
| Жанажол, село      | Рибаковка     | 458                    | 360                    | 187                    | 64                     |
| Карабулак, село    | Степ          | 306                    | 176                    | 113                    | 56                     |
| Первомайка, село   | -             | 240                    | 178                    | 136                    | 88                     |